# ロンアン・スタジアム
ロンアン・スタジアム（ベトナム語: Sân vận động Long An、英語: Long An Stadium）は、ベトナムのロンアン省タンアンにある多目的スタジアムである。

## 概要
収容人数は19,975人。主にサッカーの試合に用いられる。現在、ベトナムサッカーリーグのドンタム・ロンアンがホームスタジアムとして使用している。
ドンタム・ロンアンがAFCチャンピオンズリーグに出場した2006年と2007年のグループリーグで使用されている。

## 交通アクセス
ホーチミン市の中心街から車で約30～40分。